# 丹尼爾·比約恩奎斯特
丹尼爾·比約恩奎斯特（瑞典語：Daniel Björnquist；1988年1月8日—）是一位瑞典足球運動員。在場上的位置是後衛。他現在效力於瑞典足球超級聯賽球隊奧雷布洛體育俱樂部。